# Ítalo Conti
Ítalo Conti (Mallet, 29 de setembro de 1916 – Curitiba, 7 de novembro de 2012) foi um militar e político brasileiro.
Ítalo foi combatente da FEB (Força Expedicionária Brasileira), General do Exército Brasileiro, secretário de estado e chefe da Casa Civíl no governo do Paraná e ocupou uma cadeira na Câmara dos Deputados, como deputado federal pelo PSD (Partido Democrático Social), além de ser um dos sócios fundadores do Círculo Militar do Paraná.

## Biografia
Dedicado a vida militar, Ítalo Nasceu no interior do estado do Paraná em 1916 e estudou no Colégio Militar do Rio de Janeiro entre 1929 e 1934 e em 1935 entrou na Escola Militar do Realengo, participando ativamente, neste mesmo ano, da Intentona Comunista, combatendo na Escola de Aviação, no Campo dos Afonsos.
Pouco antes de completar 28 anos de idade, partiu, com a FEB, para os campos de batalha na Itália, juntamente com o irmão mais novo, Adélio Conti. Como observador avançado no 1° Grupo de Artilharia, lutou em importantes campanhas do exército brasileiro na Segunda Guerra Mundial, como a batalha de Monte Castello, Castelnuovo, Montese, Zocca, Collechio e na batalha de Fornovo di Taro. Ao retornar para o Brasil, iniciou o curso para o Estado Maior do Exército (EME).
Quando comandava o Grupo de Artilharia, na cidade de Castro, foi convidado pelo governador do Paraná, Ney Aminthas de Barros Braga, a ocupar o cargo de Chefe de Polícia, aceitando prontamente o convite. Não demorou muito e Ítalo Conti foi escolhido para ocupar a pasta da Secretaria de Segurança Pública, permanecendo nesta ocupação de julho de 1962 e janeiro de 1966, mesmo quando Ney Braga fora substituito pelos governadores Antônio Ferreira Rüppel e Algacir Guimarães. No governo de Paulo Cruz Pimentel, ocupou a chefia da Casa Civíl entre fevereiro e julho de 1966, porém, até março de 1971, teve outros cargos na gestão de Paulo Pimentel.
No início da década de 1980, elegeu-se deputado federal pelo PSD, sendo re-eleito nos dois pleitos seguintes para o mesmo cargo.